# Rhododendron wentianum
Rhododendron wentianum är en ljungväxtart som beskrevs av Sijfert Hendrik Koorders. Rhododendron wentianum ingår i släktet rododendron, och familjen ljungväxter. Inga underarter finns listade i Catalogue of Life.